# 稲木芳雄
稲木 芳雄（いなぎ よしお、生没年不詳）は、日本の実業家、静岡市の富豪。稲木商店、皮革骨脂製造販売業。

## 経歴
製革業・稲木亀次郎の長男。静岡商業学校を卒業。東都に遊び、後に徴兵となり1年志願兵として東京砲兵連隊に入隊する。陸軍砲兵少尉に任ぜられる。帰静後父業をたすけ、皮革骨脂製造販売業を営む。1924年に父が亡くなり、家督を相続し、益々家業の繁栄を見る。資本家として各種事業に投資する。

## 人物
性格は温厚篤実である。融和のために活躍する。
寺田蘇人著『部落の人豪』に静岡市の部落有力者・人豪富豪として稲木芳雄の名前が挙げられている。同書によると稲木は「その人格、声望、識力、材幹が遠州の北村君と供に東海部落の双璧である」という。